# Выстрел (курсы комсостава)
Вы́сшие офице́рские ордено́в Ле́нина и Октя́брьской Револю́ции, Краснознамённые ку́рсы «Вы́стрел» и́мени Ма́ршала Сове́тского Сою́за Б. М. Ша́пошникова — военно-учебное заведение в Вооружённых Силах СССР и России. Проводили переподготовку командного и политического состава Сухопутных войск звена полк—дивизия в области тактики, стрелкового дела, методики тактической и огневой подготовки. Срок обучения — до 1 года. Проводилась также подготовка иностранных офицеров из многих стран мира, в связи с чем ВОК «Выстрел» награждены также орденами стран-участниц Варшавского договора, а также Кубы, КНДР, Монголии и других стран.
C 1998 года в составе Общевойсковой академии Вооружённых Сил Российской Федерации.

## История
Высшая стрелковая школа командного состава РККА учреждена приказом Реввоенсовета Республики № 245 21 ноября 1918 года на базе Ораниенбаумской офицерской стрелковой школы царской армии для подготовки среднего командного состава для стрелковых подразделений и частей, изучения и испытания новейших методов огнестрельного оружия. Школа была переименована в апреле 1923 года и получила название Высшей тактическо-стрелковой школы командного состава РККА имени III Коминтерна «Выстрел».
К преподавательской работе на курсах привлекались бывшие офицеры и генералы Русской императорской армии, например, инициатором, создателем и первым руководителем кафедры общей методики стал генерал-лейтенант Н. С. Триковский. С 1922 по 1929 годы преподавателем тактики был генерал-лейтенант Я. А. Слащёв, активный участник белого движения во время Гражданской войны.
Разумное сочетание теории и практики в обучении давало высокие результаты, из войск поступали хорошие отзывы от вернувшихся туда выпускников курсов.  После неоднократных реорганизаций в декабре 1935 г. это военно-учебное заведение стало именоваться как Высшие стрелково-тактические курсы усовершенствования командиров пехоты «Выстрел» и было передислоцировано в г. Солнечногорск Московской области. Выступая на заседании Военного совета при народном комиссаре обороны СССР,  первый заместитель народного комиссара обороны М. Н. Тухачевский отмечал, "что по линии управления боем батальонов и больших стрелковых соединений нам должен громадную помощь оказать «Выстрел», который сейчас организуется на новом месте".
В 1929 году на курсах «Выстрел» был специально создан снайперский курс. Он готовил снайперов и руководителей снайперского дела.
Отличная стрелковая подготовка кадровых соединений Красной Армии проявилась в первые же часы Великой Отечественной войны. В донесении (около 5:30—7:30 22 июня 1941 года) 45-й пехотной дивизии, одной из лучших на тот момент в вермахте, раздался тревожный сигнал: «При быстром огне они применяли мастерство снайперов, кукушек, стрелков из слуховых окон чердаков, из подвалов и причинили нам вскоре большие потери в офицерском и унтер-офицерском составе.» 24 июня 1941 года начальник Генштаба сухопутных войск Германии: «… Показательны весьма большие потери в офицерском составе». Генерал Гальдер на 30 июня 1941 года определил потери вермахта убитыми в офицерском составе равными 6,2 % от общей численности, тогда как за месяц боёв на Западе в 1940 году этот показатель равен 4,85 %.
С началом Великой Отечественной войны курсы «Выстрел» были эвакуированы из Солнечногорска Московской области в город Кыштым Челябинской области. По приказу № 0427 Народного комиссара обороны СССР в 1941 году были организованы филиалы курсов «Выстрел» в Горьком, Ульяновске, Свердловске, Новосибирске, Архангельске и Орджоникидзе.
Творческое применение положений и выводов военной науки, глубокое изучение передового опыта войск и активное внедрение его в практику обучения и воспитания офицерского состава, разносторонняя научно-исследовательская работа снискали курсам большой авторитет и уважение. Свыше 200 выпускников курсов «Выстрел» удостоены звания Героя Советского Союза, 8 из них удостоены этого звания дважды. Тысячи выпускников отмечены высокими государственными наградами.
В послевоенное время на Спецкурсе ВОК «Выстрел» проходили подготовку офицеры и высший комсостав армий всех стран-участниц Варшавского договора и многих стран мира со всех континентов, в том числе Югославии, Китая, Вьетнама, Монголии, Индии, Египта, Сирии, Алжира, Анголы, Кубы, Никарагуа, КНДР и других. Подготовка иностранных офицеров продолжалась и в 1990-е — начале 2000-х гг., в том числе для миссий ООН и миротворческих операций.
В 1974 году на курсах «Выстрел» был открыт курс подготовки военных наблюдателей ООН.
С 1 ноября 1998 года Высшие офицерские курсы «Выстрел» в составе Общевойсковой академии ВС России — Учебный центр Общевойсковой академии Вооружённых Сил Российской Федерации (территория № 3) в городе Солнечногорске, Московской области (площадь 10 318 га, главный учебный корпус — 10 890 м²).
14 октября 2009 года курсы «Выстрел» были расформированы.
10 декабря 2011 года в здании бывшего Дома офицеров «Выстрел» был открыт Музей ратной и трудовой славы «Выстрел».
Директивой министра обороны Российской Федерации от 19 мая 2015 года был создан Центр подготовки руководящего состава соединений, являющийся правопреемником курсов «Выстрел». 12 января 2016 года состав Центра переформирован в инспекцию Сухопутных войск. В состав Центра подготовки руководящего состава соединений дополнительно введены командование, учебно-методический отдел, инспекции ВКС, ВМФ, РВСН и ВДВ.

## Награды
- 17 марта 1944 года —  Орден Ленина — награждены указом Президиума Верховного Совета СССР от 17 марта 1944 года в ознаменование 25-й годовщины и за выдающиеся успехи в подготовке офицерских кадров.
- Орден Октябрьской Революции (1968)
- Орден Красного Знамени (14.06.1939)[10]
- Орден «Знамя Труда» 3-й степени (ГДР, 6.10.1973)
- Боевой орден «За заслуги перед народом и Отечеством» в золоте (ГДР, 1.03.1976)
- Орден «За боевые заслуги» (Монголия, 30.05.1978)[11]

## Начальники курсов
- 1918, декабрь — 1922, ноябрь — бывший генерал-лейтенант Русской Императорской армии Филатов, Николай Михайлович
- 1922, ноябрь — 1923, март — Павлов, Павел Андреевич
- 1923, март — май — и. о. Клюев, Леонид Лаврович
- 1923, май — 1925, январь — Куйбышев, Николай Владимирович
- 1925, январь — 1927, март — Хаханьян, Григорий Давидович
- 1927, май — 1929, декабрь — Смолин, Иван Иванович
- 1929, декабрь — 1932, май — Стуцка, Кирилл Андреевич
- 1932, май — 1934, декабрь — Гончарук, Константин Тимофеевич
- 1935, февраль — 1936, май — комкор Угрюмов, Леонтий Яковлевич
- 1936, май — 1937, июнь — комдив Инно, Александр Александрович
- 1937, июль — 1938, декабрь — и. о. полковник Соседов, Лев Борисович
- 1938, декабрь — 1940, май — комкор Смирнов, Андрей Кириллович
- 1940, май — 1940, июнь — комдив Новосельский, Юрий Владимирович, врид[12]
- 1940, июнь — 1941, август — генерал-майор Косякин, Виктор Васильевич
- 1941, август — 1945 — генерал-майор Смирнов, Сергей Александрович
- 1946, январь — 1950, январь — генерал-полковник Рейтер, Макс Андреевич
- 1950, апрель — 1953 — генерал армии Захаров, Георгий Федорович
- 1953, сентябрь — 1954 — генерал-полковник Белобородов, Афанасий Павлантьевич
- 1954, 31 мая — 1954, 15 августа— Маршал Советского Союза Мерецков, Кирилл Афанасьевич
- 1955, август — 1959, март — генерал-лейтенант Собенников, Пётр Петрович
- 1959, апрель — 1963, ноябрь — генерал-полковник Людников, Иван Ильич
- 1963, ноябрь — 1969, май — генерал армии Крейзер, Яков Григорьевич
- 1969, май — 1985 — генерал-полковник танковых войск Драгунский, Давид Абрамович
- 1985—1987 — генерал армии Кривда, Федот Филиппович
- 1987—1988 — генерал-полковник Гашков, Иван Андреевич
- 1988—1990, январь — генерал-полковник Генералов, Леонид Евстафьевич
- 1991, октябрь — декабрь — генерал-полковник Громов, Борис Всеволодович
- 1991, декабрь — 1992, апрель — генерал армии Шуралев, Владимир Михайлович
- 1992, апрель — 1998 — генерал-полковник Новожилов, Виктор Иванович

Начальники Учебного центра «Выстрел»
- 1998—2006 — генерал-лейтенант Кочемасов, Виктор Владимирович
- 2006—2009 — генерал-лейтенант Бибиков, Вячеслав Николаевич[13]

## История изменений наименования
- 21 ноября 1918 года — Высшая стрелковая школа командного состава РККА.
- 7 июня 1921 года — Высшая тактическо-стрелковая школа командного состава РККА.
- 13 октября 1921 года — Высшая тактическо-стрелковая школа командного состава РККА имени III Коминтерна.
- 24 апреля 1923 года — Высшая тактическо-стрелковая школа командного состава РККА имени Коминтерна «Выстрел».
- 9 октября 1924 года — Стрелково-тактические курсы усовершенствования комсостава РККА «Выстрел» имени III Коминтерна
- 10 мая 1932 года — Стрелково-тактический институт «Выстрел».
- 9 декабря 1935 года — Высшие стрелково-тактические курсы усовершенствования командиров пехоты «Выстрел»
- 3 октября 1942 года — Высшие стрелково-тактические Краснознамённые курсы усовершенствования командиров пехоты «Выстрел» имени Маршала Советского Союза Б. М. Шапошникова
- 1944 год — Высшие стрелково-тактические Краснознамённые курсы усовершенствования офицерского состава пехоты «Выстрел» имени Маршала Советского Союза Б. М. Шапошникова[14]
- март 1954 год — Центральные ордена Ленина, Краснознамённые стрелково-тактические курсы усовершенствования офицерского состава Советской Армии «Выстрел»[15][16]
- 11 декабря 1963 года — Высшие офицерские ордена Ленина, Краснознамённые курсы «Выстрел» имени Маршала Советского Союза Б. М. Шапошникова.
- 1 ноября 1998 года — Учебный орденов Ленина и Октябрьской Революции, Краснознамённый центр «Выстрел» Общевойсковой академии Вооружённых Сил Российской Федерации.

## Известные выпускники курсов
- Маршалы Советского Союза А. М. Василевский, Н. И. Крылов
- Главные маршалы авиации К. А. Вершинин, А. Е. Голованов, А. А. Новиков
- Маршал бронетанковых войск М. Е. Катуков
- Генералы армии П. И. Батов, К. Н. Галицкий, Я. Г. Крейзер, М. М. Попов, М. А. Пуркаев, И. И. Федюнинский, И. Е. Петров
- Герои Советского Союза Г. М. Нырков, Б. С. Верижников, Л. Н. Гуртьев, Д. Н. Гусев, Павличенко Л. М.